# Sverige i olympiska vinterspelen 1948
Sverige i olympiska vinterspelen 1948.

## Svenska medaljörer

### Skidor
- 18 km
  - Martin Lundström, guld
  - Nils Östensson, silver
  - Gunnar Eriksson, brons

- 50 km
  - Nils Karlsson, guld
  - Harald Eriksson, silver

- 4 x 10 km
  - Nils Östensson/ Gunnar Eriksson/ Nils Täpp/ Martin Lundström, guld

- Nordisk kombination
  - Sven Israelsson, brons

### Skridskor
- 1 500 m
  - Åke Seyffarth, silver

- 5 000 m
  - Göthe Hedlund, brons

- 10 000 m
  - Åke Seyffarth, guld